# 十九世纪的基础
十九世紀的基礎（原文書名： Die Grundlagen des neunzehnten Jahrhunderts，1899）為出生於英國的親德主義者休斯頓·斯圖爾特·張伯倫所著作之種族優越論書籍。在書中張伯倫提出了各種種族主義理論，尤其是本土运动中的反猶太主義理論，說明了他如何看待雅利安人優於其他人而條頓人作為歐洲文明的積極力量，並以猶太人則作為消極思想，這本書是他最暢銷的作品。

## 大綱
該書以德語出版，著眼於有爭議的觀念，即條頓人的影響深深烙印了西方文明；張伯倫將所有歐洲人（不僅包括日耳曼人，還包括凱爾特人，斯拉夫人，希臘人和拉丁人）歸為“雅利安人種”，這是一種基於古老原始印歐文化的種族，他看到了在斯堪地那維亞人或條頓人影響下的雅利安人甚至所有人種。
書中提到:  
 某些人類學家會不由自主地告訴我們：“所有種族都是同等天賦”。我們指向歷史並回答：那是騙人的！人種在性質和天賦上都明顯不同，日耳曼人屬於最有天賦的人種，通常被稱為“雅利安人”。在身體和精神上雅利安人在所有人群中都非常傑出，因此他們是正確的……其為世界上的領主。我們難道沒有看到閃米特人在奴隸地位和主人地位上一樣幸福快樂地發展嗎？中國人不正向我們展示另一個具有相同性質的例子嗎？
張伯倫的書著眼於條頓人是古希臘和古羅馬帝國繼承人的主張，查理曼和他的一些繼承者也相信這一點。他認為日耳曼部落摧毀了羅馬帝國時，猶太人和其他非歐洲人已經控制了羅馬帝國。在這種情況下日耳曼人使西方文明擺脫了閃米特人的統治。張伯倫的思想受到亞瑟·德·戈比諾的著作的影響，後者曾主張“雅利安人種”的優越性。這個術語越來越多地用來描述高加索人或歐洲人，而不是猶太人。猶太人作為“向歐洲政體注入近東毒藥”，對於張伯倫而言雅利安人的概念並非簡單地由種族、語言的起源來定義，這也是種族精英的抽象理想，雅利安人（或“貴族”人）一直在變化，因為“優等民族”在生存的進化鬥爭中取代了“劣等民族”。
張伯倫在某種程度上基於戈比諾和喬治·瓦歇·拉普格（1854-1936）的理論，並發展了一個相對複雜的理論系統，該理論涉及種族起源、身體特徵和文化特徵。根據張伯倫的說法，現代的猶太人（Homo judaeica）融合了赫梯人（H. syriaca）的某些特徵–特別是“猶太人之鼻子”、下巴後仰、極度的狡猾、對高利貸的愛好 以及真正的閃米特人、阿拉伯的貝都因人（H. arabicus），尤其是长颅型（長而窄）、厚實的身體，並且傾向於反智和破壞性。根據此理論這兩種劣等因素之間的巨大差異造成了這種的結果：
 歷史上所有偉大的種族和民族都是混合產生的。但是無論如何我們都會遇到因類型之間差異太大而無法彌合的麻煩。就是這種情況，進而從解剖學的角度來看，貝都因人和敘利亞人之間的交流可能比西班牙人和南美印第安人之間的交流更糟。
張伯倫還認為來自北非的柏柏爾人亦屬於雅利安人：
 西班牙高貴的摩爾人不過是沙漠的純阿拉伯人，他一半是來自雅利安人的柏柏爾人，他的血管充滿哥德式的血統，即使到了今天摩洛哥的貴族也可以追溯到他們的血統條頓人的祖先。
張伯倫曾接受過生物學方面的研究訓練，然而他拒絕了達爾文主義、進化論和社會達爾文主義，而是強調了他所謂源自歌德的“格式塔”。張伯倫認為達爾文主義是當今最可惡和易被其誤導的學說。
張伯倫用一個古老的聖經概念來描述加利利的種族構成，他認為雖然耶穌可能是猶太人也可能不是猶太人，因為其聲稱自己是亞摩利人的後裔。在兩次世界大戰期間，親納粹神學家提出了這些想法，並將其作為製造“雅利安”耶穌的一部分。張伯倫的仰慕者阿道夫·希特勒持類似觀點，在他的座談會上證實了這一點，他談到了:
 耶穌是駐加利利的一名羅馬士兵的私生子

## 反應
該基金會10年內發行了8刷和6萬冊，在第一次世界大戰爆發時更發行24刷和10萬冊，並在1938年俄文 翻譯板發行超過25萬冊，並跟白俄人是一路傳播至西伯利亞。
1911年發行的翻譯版在大多數英國媒體中都受到好評，它被觀眾譽為“博學的豐碑”。在《伯明翰郵報》說，這是“用生命發光，充滿了新鮮和活力的思想”; 在《格拉斯哥先驅報》認為，這將是困難的“高估書的刺激品質”; 在《泰晤士報文學增刊》中，它被宣佈為“真正重要的書之一”;在左派的《費邊社》中喬治·伯納德·蕭稱其為“歷史杰作”，他繼續說，那些沒讀過的人將無法明智地談論當代社會學和政治問題; 在美國的西奧多·羅斯福更加謹慎，強調了作者的極端偏見，這一判決似乎逃避了其他當代讀者的注意，但他說張伯倫“代表著一種不可忽視的影響力，應予以認真考慮”。
這本書對德意志帝國皇帝威廉二世很重要，威廉二世成為張伯倫的朋友並且兩人保持通信; 並作為第三帝國的“精神”基礎，張伯倫的種族觀念對阿道夫·希特勒具有很大的影響力，後者容易地將其適應納粹主義思想，而張伯倫本人也加入了納粹黨，希特勒和戈培爾夫婦都在張伯倫臨終前拜訪他。

## 發佈歷史
國會圖書館擁有並列出了六個不同的版本或印本文的以下年：1911年，1912年，1913年（二），1968年和2005年

## 文獻
- 烏多·伯恩巴赫: Houston Stewart Chamberlain: Wagners Schwiegersohn – Hitlers Vordenker. Springer-Verlag, 2015. ISBN 978-3-476-02565-4.
- 露絲·潘乃德: Race and Racism. Vorwort von 約翰·雷克斯. Routledge & Kegan PLC, Neuauflage 1983. ISBN 978-0-710-09970-9.
- 約翰·查普特: From Humanism to Nazism: Antiquity in the Work of Houston Stewart Chamberlain. Miranda, November 2015. Online-Teilansicht （页面存档备份，存于）
- 阿爾伯特·埃哈德: H. Stewart Chamberlain's "Grundlagen des 19. Jahrhunderts". Vorträge und Abhandlungen der 奧地利利奧協會. Wien 1901.
- 傑佛禮·菲爾德: Evangelist of Race: The Germanic Vision of Houston Stewart Chamberlain. Columbia University Press, 1981. ISBN 978-0-231-04860-6.
- 西蒙·戈德希爾:  Who Needs Greek? Contests in the cultural history of Hellenism. Cambridge University Press, Cambridge 2002. ISBN 0-521-01176-0.
- 萬達·坎普曼: Deutsche und Juden. Studien zur Geschichte des deutschen Judentums. Verlag Lambert Schneider, Heidelberg 1963, 450 Seiten. Gerd Fuchs: Die gescheiterte Emanzipation. （页面存档备份，存于） Rezension in: Die Zeit, 24. April 1964
- 利奧波德·馮·施羅德: Houston Stewart Chamberlain. Ein Abriß seines Lebens, auf Grund eigener Mitteilungen. J. F. Lehmanns Verlag, München 1918.
- 歐內斯特·塞利耶: Houston-Stewart Chamberlain, le plus récent philosophe du pangermanisme mystique. La Renaissance du Livre, Paris 1917.
- 恩斯特·馮·翁魯: Herr Houston Stewart Chamberlain und die Weltgeschichte. C.L. Hirschfeld, Leipzig 1908.
- 《國家波斯民族評論》 :Edited by Alex Golub and Angela Chen, with an introduction by Richard Handler. Savage Minds Occasional Papers No. 12. August 2014. Online （页面存档备份，存于）

1. ↑  . lccn.loc.gov.   [2016-09-12].
2. ↑  . : 542  [2020-12-05]. （原始内容存档于2007-12-23）.
3. ↑  . : 394  [2020-12-05]. （原始内容存档于2007-12-23）.
4. ↑  . : 374  [2020-12-05]. （原始内容存档于2007-12-23）.
5. ↑  . : 389  [2020-12-05]. （原始内容存档于2007-12-23）.
6. ↑  . : 398  [2020-12-05]. （原始内容存档于2007-12-23）.
7. ↑  See Anne Harrington, Reenchanted Science: Holism in German Culture from Wilhelm II to Hitler, (Princeton University Press: 1999) online p. 106 （页面存档备份，存于）
8. ↑  
Trevor-Roper, Hugh Redwald (编). . New York City: Enigma Books. 2000: 82. ISBN 1929631057. Galilee was a colony where the Romans had probably installed Gallic legionaries, and it's certain that Jesus was not a Jew. The Jews, by the way, regarded Him as the son of a whore — of a whore and a Roman soldier.
9. ↑  William L. Shirer The Rise and Fall of the Third Reich, 1959, p.107 of 1985 Bookclub Associates Edition.
10. ↑  Theodore Roosevelt "History as Literature", 1913, http://www.bartleby.com/56/8.html （页面存档备份，存于）